# Oksana Pouchkina
Oksana Viktorovna Pouchkina (en russe : Оксана Викторовна Пушкина, Pushkina dans la transcription anglaise), née le 10 mai 1963 à Petrozavodsk, est une animatrice de télévision, femme politique et personnalité publique russe. Elle est députée à la Douma de la fédération de Russie depuis 2016. Elle était auparavant déléguée aux droits des enfants de l'oblast de Moscou, et auteur, animatrice et présentatrice de l'émission Regard de femme (ru) (Женский взгляд) entre 1999 et 2013. 

## Biographie
Oksana Viktorovna Pouchkina est née le 10 mai 1963 à Petrozavodsk. Sa mère, Svetlana Andreevna, est journaliste de télévision, et son père, Viktor Vassilievitch Pouchkine, est l'entraîneur de l'équipe nationale russe d'athlétisme. 

### Carrière télévisuelle
Elle obtient en 1979, un diplôme de gymnastique rythmique et termine en 1980 une école d'enseignement général et de musique. En 1985, elle est diplômée de la Faculté de journalisme de l'Université d'État de Leningrad (ru). Elle travaille ensuite de 1985 à 1991 à la rédaction jeunesse de Leningrad TV-5.
En 1990-1992, elle produit les programmes mensuels Madame Succès (Госпожа Удача) et L'homme des résultats (Человек результата). En 1993, elle part pour un stage à San Francisco , où elle travaille comme correspondante et coordinatrice à la chaîne ABC. Après avoir étudié la gestion et le marketing télévisuels, elle retourne en Russie en 1997. 
En septembre 1997, elle présente dans une édition spéciale du programme Regard (ru) (Взгляд) sa première émission après son retour en Russie, Le retour d’Irina Rodnina (Возвращение Ирины Родниной).  
En décembre 1997, elle est l'auteur du projet télévisuel Histoires de femmes d'Oksana Pouchkina (Xенские истории Оксаны Пушкиной), présentée sur la chaine ORT (actuellement Pierviy Kanal). En septembre 1999, Oksana Pouchkina quitte cette chaîne. 
Un mois plus tard, elle rejoint la chaîne NTV (Russie), où elle présente Regard de femme d'Oksana Pouchkina (Женский взгляд Оксаны Пушкиной). ORT lance à la même époque l'émission «Histoires de femmes avec Tatiana Pouchkina», dont la présentatrice homonyme lui ressemble. Oksana Pouchkina présente son émission hebdomadaire du 27 octobre 1999 au 1er février 2013. 
En 2006, elle participe à l'émission de Pierviy Kanal Étoiles sur la glace avec Aleks Yagudin. 
En février 2013, elle quitte NTV et est revenue sur Pierviy Kanal, où elle anime l'émission Je demande le divorce (Я подаю на развод), . L'émission est diffusée les jours de semaine de mars à août 2013, puis supprimée pour des raisons inexpliquées. 
En 2016, Oksana Pouchkina revient à NTV, où elle anime l'émission Miroir pour héros (Зеркало для героя),. Elle qualifie son retour sur les ondes de principal événement du 8 mars. Cette émission a lieu du 8 mars au 7 juillet 2016. 

### Défenseuse des droits de l'enfant de l'oblast de Moscou
Le 18 juin 2015, Oksana Pouchkina est nommée par la Douma de l'oblast de Moscou, sur proposition du gouverneur (ru), Andreï Vorobiov (ru) déléguée aux droits de l'enfant de l'oblast de Moscou,.    
Dans ces fonctions, elle a notamment accompagné la création d'appartements résidentiels pour les enfants élevés dans des orphelinats, ou proposé la création de centre de crise accueillant en urgence les mères et les enfants victimes de violences domestiques.    

### Députée à la Douma
Elle quitte ses fonctions le 29 septembre 2016 en raison de son élection à la Douma d'État de l'Assemblée fédérale de la fédération de Russie,. Elle figurait lors des élections législatives russes de 2016 sur la liste Russie unie dans la circonscription d'Odintsovo n ° 122 (oblast de Moscou) et a été élue députée.
Elle est vice-présidente de la commission de la famille, des femmes et des enfants.
Oksana Pouchkina est la seule parlementaire à s'être rangée publiquement du côté des journalistes qui accusent Leonid Sloutski, président de la commission des affaires étrangères de la Douma, de harcèlement sexuel. Elle a alors regretté le vide juridique sur le harcèlement dans la législation russe, et déclaré « Ce problème est une réalité dans notre pays. Il faut le régler par la législation. Et je ferai tout ce qui est en mon pouvoir à cet égard ». 
Elle a plus généralement condamné publiquement les inégalités professionnelles entre les femmes et les hommes en Russie, et défendu un projet de loi pour lutter contre les discriminations faites aux femmes, qui n'a pas été inscrit à l'ordre du jour du parlement. Elle également l'auteur d'un projet de loi sur l'accouchement sous X et d'un autre sur l'obligation pour les parents de soigner les enfants séropositifs au VIH, justifié par des refus de soins dans des familles traditionalistes.
Elle a participé à la préparation du projet de loi sur la prévention des violences domestiques dans la fédération de Russie (ru),. Selon des déclarations de son avocat, elle a demandé fin novembre au ministère des affaires intérieures russe d'enquêter sur le mouvement Sorok sorokov (ru), au vu de ses déclarations approuvant les violences et appelant à l'extrémisme.

## Émissions de télévision
- Madame Succès («Госпожа Удача») (1992-1993) ;
- L'homme des résultats («Человек результата»)  (1992-1993) ;
- Histoires de femmes d'Oksana Pouchkina («Женские истории Оксаны Пушкиной») (1997-1999) - ORT ;
- Regard de femme (ru) («Женский взгляд»)(1999-2013) - NTV ;
- Je demande le divorce («Я подаю на развод») - Pierviy Kanal ;
- Irina Rodnina. Une femme de caractère («Ирина Роднина. Женщина с характером») (2014) - documentaire (auteur et réalisateur), Pierviy Kanal ;
- Miroir pour héros («Зеркало для героя») (2016) - NTV.

## Activités sociales
Oksana Pouchkina est membre du conseil politique du fonds SPID.Tsentr, dont l'objectif est la prévention et la lutte contre le sida. 

## Prix et récompenses
- Ordre de l'Amitié (27 juin 2007) - pour sa grande contribution au développement de la télévision nationale et ses nombreuses années de travail fructueux [31].
- Prix national de reconnaissance publique des réalisations des femmes Olympia de l'Académie russe du commerce et de l'entrepreneuriat (2004)[32].